# Onangondi
Onangondi est un village de la région du Centre au Cameroun, localisé dans l'arrondissement (commune) de Bikok et le département de la Méfou-et-Akono.

## Population
En 1965 Onangondi comptait 184 habitants, principalement des Etenga.
Lors du recensement de 2005, ce nombre s'élevait à 239.